# 北京外国语大学俄语学院
北京外国语大学俄语学院（Институт Русского Языка）是北京外国语大学的二级学院之一，从事对俄语国家和地区的研究和教学。

## 简介
北京外国语大学最早的学科即俄语。大学前身为1941年成立于延安的中国人民抗日军事政治大学三分校俄文大队。
北京外国语大学俄语学院尤其知名于编写俄语教材，最著名的有20世纪六十年代出版的《俄语》1-8册，八十年代出版的《基础俄语》、《中级俄语》、《高级俄语》、九十年出版的《大学俄语（东方）1-8》以及进入21世纪以来新版《大学俄语（东方）》（1—6册）。

## 机构
设有三个国别研究中心：俄罗斯研究中心、哈萨克斯坦研究中心、乌克兰研究中心。

## 期刊
《欧亚人文研究（中俄文）》（原《俄语学习》）：侧重俄罗斯，辐射后苏联空间范围内的国家和地区。